# Boy Scouts of America
Boy Scouts of America (BSA) är den största ungdomsorganisationen i USA, den grundades 1910 som en del av scoutrörelsen. 

## Bakgrund
Uppskattningsvis har över 130 miljoner amerikaner har varit medlemmar i BSA. I december 2005 hade BSA ett medlemsantal på 2 938 698 ungdomar och 1 146 130 vuxna ledare organiserade i 122 582 patruller. Individuella patruller inom BSA är till stor del beroende av frivilliga även om administrationen på högre nivå bedrivs av anställda fackmän.
BSA bejakar scouternas prestationer genom avancemang i rang och speciella utmärkelser. Det finns ett flertal åldersgrupper och program som riktar sig mot unga pojkar i åldrarna sju till sjutton och unga män och kvinnor i åldrarna fjorton till tjugoett. BSA bedrivs lokalt genom patruller i olika åldersgrupper som drivs av frivilliga. 
Rangen som Eagle Scout är den mest prestigefulla.